# Distretto di Gayan
Il distretto di Gayan è un distretto dell'Afghanistan appartenente alla provincia della Paktika.